# Крус Уклес, Рамон Эрнесто
Рамон Эрнесто Крус Уклес (исп. Ramón Ernesto Cruz Uclés; 4 января 1903, Сан-Хуан-де-Флорес, Гондурас — 6 августа 1985, Тегусигальпа, Гондурас) — гондурасский политический деятель, президент Гондураса (1971—1972).

## Биография
В 1928 году окончил юридический факультет Национального автономного университета (Тегусигальпа).
Трудовую деятельность начал в качестве учителя школы для мальчиков в Сан-Хуанкито (департамент Франсиско Морасан).
После окончания университета работал адвокатом, с 1931 году — нотариусом, затем — до 1943 года — в суде департамента Франсиско Морасан.
В 1932—1938 годах — профессор Национального автономного университета, преподавал международное частное право,
в 1938—1949 годах — профессор политической социологии и конституционного права,
в 1946—1949 годах — полномочный министр Гондураса в Сальвадоре. В 1948 г. — представитель Гондураса на Международной панамериканской конференции, состоявшейся в Боготе (Колумбия), который утвердил устав ОАГ (Организация американских государств).
в 1949 году назначен ректором Национального автономного университета, одновременно — член Верховного Суда Гондураса.
В 1957 году возглавил дипломатическую миссию Гондураса на заседании ОАГ при рассмотрении вопроса о вторжении никарагуанскихх войск на территорию Гондураса.
С 1961 года — декан юридического факультета Национального автономного университета.
В 1963 году должен был стать кандидатом в президенты от Национальной партии Гондураса, но генерал Освальдо Лопес Арельяно совершил переворот и захватил власть.
В 1967—1968 годах — председатель Ассоциации адвокатов Гондураса.
В 1971—1972 годах — Президент Гондураса. В декабре 1972 года был свергнут в результате переворота всё тем же генералом О. Лопесом Арельяно.
После смещения с поста президента не играл заметной роли в политической жизни страны.

## Сочинения
- Panorama de la Cultura Histyrica. Su Génesis, Desarrollo, Decadencia y Desintegraciyn. Tegucigalpa, D.C., 1954.
- Problemas Territoriales Centroamericanos. Derechos de Honduras Publicaciyn de la Sociedad de Geografía e Historia de Honduras, Imprenta la República, D.C., Honduras, C:A: 1966.
- Historia Constitucional e Institucional de Honduras y Crédito Interno y Derecho Internacional. Talleres de la Imprenta y Encuadernación El Arte. Tegucigalpa, Honduras, 1976.
- Estados, Derechos y Política. Imprenta y Encuadernación El Arte. Tegucigalpa, Honduras, enero 1976.
- La Lucha Politica de 1954 y la Ruptura del orden Constitucional, Colecciyn Cuadernos Universitarios No. 28, Editorial Universitario. Tegucigalpa, D.C., diciembre de 1982.